# كتلة الوعي الطلابية
كتلة الوعي الطلابية هي تكتل طلابي يجمع المنتمين لحزب التحرير داخل الجامعات، كإطار تنظيمي طلابي.
وتنتشر كتل الوعي في الجامعات الفلسطينية والجامعات التونسية واللبنانية
وتقوم كتل الوعي في الجامعات اللبنانية بإصدار مجلة طلابية بعنوان «مجلة الوعي» وتقوم بتوزيعها في جميع أنحاء العالم.